# Chlamisus arizonensis
Chlamisus arizonensis är en skalbaggsart som först beskrevs av Linell 1898.  Chlamisus arizonensis ingår i släktet Chlamisus och familjen bladbaggar. Inga underarter finns listade i Catalogue of Life.